# Uki, Kumamoto
Uki (宇城市 Uki-shi) là một thành phố thuộc tỉnh Kumamoto, Nhật Bản. Thành phố được thành lập ngày 15 tháng 01 năm 2005 sau khi sáp nhập Misumi và Shiranuhi, và các thị trấn Matsubase, Ogawa và Toyono.
Đến năm 2005, dân số thành phố là 64.365 người trên diện tích 188,55  km², mật độ 341 người/ km².